# 1978 en basket-ball
Chronologie du basket-ball
1977 en basket-ball - 1978 en basket-ball - 1979 en basket-ball
Les faits marquants de l'année 1978 en basket-ball.

## Récompenses des joueurs enNBA

### Meilleur joueur de la saison régulière  (MVP)
| - Bill Walton, Portland Trail Blazers |

### Meilleur joueur de la finale NBA
| - Wes Unseld, Washington Wizards |

## Septembre
- Le CSP Limoges accède à la première division du championnat de France (futur Pro A)*

## Naissances
- 19 juin : Dirk Nowitzki, joueur NBA
- 23 août : Kobe Bryant, joueur NBA († 26 janvier 2020).

## Décès